# Dead in Tombstone
Dead in Tombstone is een Amerikaanse actie-western uit 2013, geregisseerd door Roel Reiné. De film was voor het eerst te zien op het filmfestival Film by the Sea op 20 september 2013.

## Verhaal
De gangster-leider Guerrero wordt door zijn half-broer (Red) verraden en dat kost hem zijn leven. Als hij in de hel komt, kan hij met de duivel (Blacksmith) een deal sluiten door hem de overige zes zielen te brengen uit zijn voormalige bende. Om zo het eeuwig branden in de hel te ontlopen, neemt hij wraak op zijn verraders.

## Rolverdeling
| Acteur               | Personage       |
| -------------------- | --------------- |
| Danny Trejo          | Guerrero        |
| Mickey Rourke        | Blacksmith      |
| Anthony Michael Hall | Red Cavanaugh   |
| Dina Meyer           | Calathea Massey |
| Richard Dillane      | Jack Sutter     |
| Colin Mace           | Judah Clark     |
| Emil Hostina         | Baptiste        |
| Ovidiu Niculescu     | Darko           |
| Ronan Summers        | Ramos           |
| Edward Akrout        | Snake           |